# Albert al III-lea, Conte de Tirol
Albert al III-lea sau Albert al IV-lea în alt mod de numerotare (n.c. 1180 – d. 22 iulie 1253) a fost ultimul dintre conții de Tirol (numiți Albertini), advocatus (în germană Vogt) în orașul Trento și din 1210 advocatus în episcopia Brixen.

## Biografie
Albert al III-lea a fost fiul contelui Henric I al Tirolului (d. 14 iunie 1190) și al soției sale, Agnes de Wangen, fiică a contelui Adalbero I.
Albert al III-lea a fost prima dată menționat pe când era încă minor, pe 24 iunie 1190, după moartea tatălui său. La sfârșitul lunii ianuarie în 1202 Albert apare din nou într-un acord de pace încheiat între patriarhul Aquileiei și familia conților de Gorizia. În 1210 a primit funcția de Vogt al episcopiei de Brixen de la episcopul Conrad I și a preluat stăpânirea în Norital (teritoriu pe valea râului Inn între gurile de vărsare a râurilor Melach și Ziller) și Eisacktal (valea râului Eisack în Tirolul de Sud) anterior deținute de conții de Andechs-Merania, care le pierduseră în 1209 când fuseseră ostracizați datorită uciderii regelui Filip al Suabiei. Albert al III-lea a luat parte la Cruciada de la Damietta (1217–1221) probabil începând din august 1218. Primul indiciu sigur al reîntoarcerii sale din cruciadă este prezența sa alături de regele Frederic al II-lea la Ulm menționată în decembrie 1219.
Albert nu a avut fii și de aceea a desemnat ca moștenitoare a posesiunilor pe fiicele sale: Elisabeta, căsătorită cu ducele Otto al II-lea de Andechs-Merania (d. 19 iunie 1248) și Adelaida, căsătorită cu contele Meinhard al III-lea de Gorizia (d. 1258), încheind și contracte de moștenire reciprocă cu ginerii săi. După moartea ginerelui său, Otto, în 1248 Albert a dobândit posesiunea tiroleză a familiei Andechs și în același an pe cea a conților de Eppan, Castelul Hocheppan.
În 1252 Albert și ginerele său Meinhard al III-lea au atacat teritoriile arhiepiscopatului Salzburg. La Greifenburg au fost învinși și capturați de Bernhard de Spanheim, ducele Carintiei, și de fiul acestuia, Filip de Spanheim, episcop de Salzburg ales. În schimbul cedării unor importante posesiuni în Carintia Superioară și a plății unei mari sume de bani cei doi fii ai lui Meinhard (nepoții lui Albert) urmau să fie eliberați. Totuși, ei au  rămas ostatici în cetatea Hohenwerfen până în 1259, respectiv 1263.
Albert al III-lea a murit pe 22 iulie 1253 excomunicat fiind datorită unor dispute cu episcopul de Freising. Pe 15 martie 1254 papa Inocențiu al IV-lea a dat ordin să fie scos din cimitirul creștin corpul contelui excomunicat. Nu se știe dacă ordinul papei a fost respectat, dar lista celor ale căror rămășițe au fost transferate ulterior de la Castelul Tirol în mormântul princiar din Mănăstirea Stams, îl menționează și pe contele Albert al III-lea. Moștenirea acestuia a fost preluată de ginerele său, Meinhard al III-lea de Gorizia, acesta fiind numit ulterior și „Meinhard I de Tirol”.
Din cea de-a doua căsătorie a Elisabetei cu Gebhard al VI-lea de Hirschberg nu au rezultat copii. Deoarece Gerhard nu avea copii din căsătoria sa anterioară, fiul lui Meinhard I de Tirol (Meinhard al II-lea) a dobândit mai târziu moștenirea lui Gebhard.
Albert a continuat eforturile de unire a teritoriilor „din munți”. Pe 10 noiembrie 1254 acest conglomerat teritorial a fost denumit pentru prima dată „dominium” și „comecia Tyrolis” (în hotărârea arbitrală de la Merano).

## Căsătorie și descendenți
Albert al III-lea s-a căsătorit în c. 1211 cu Uta (d.1254), fiică a contelui Henric al II-lea de Frontenhausen-Lechsgemünd (d. 1208). Din căsătoria lor au rezultat două fiice:
- Adelaida de Tirol (n.c. 1218/1220 – d. după 20  octombrie 1278) căsătorită cu contele Meinhard al III-lea de Gorizia, numit din 1256 Meinhard I al Tirolului (d. 22 iulie 1258);
- Elisabeta (n.c. 1220/1225 – d. 10 octombrie 1256) căsătorită din 1239 cu Otto al II-lea duce de Merania și conte de Andechs (d. 1248), iar din 1249 căsătorită cu contele Gebhard al VI-lea de Hirschberg (d. 1275).